# 1919-es magyar atlétikai bajnokság
Az 1919-es magyar atlétikai bajnokságon – amely a 24. bajnokság volt. A huszonegy egyéni versenyszám mellett kilenc csapat versenyt is megrendeztek.

## Eredmények

### Férfiak
| Versenyszám      | Arany                         | Arany     | Ezüst                       | Ezüst   | Bronz                         | Bronz   |
| ---------------- | ----------------------------- | --------- | --------------------------- | ------- | ----------------------------- | ------- |
| 100 m            | Krepuska Géza Magyar AC       | 11,0      | Helfer Béla MTK             |         | Aczél Pál BEAC                |         |
| 200 m            | Krepuska Géza Magyar AC       | 23,0      | Fixl Lajos Magyar AC        |         | Podolszky Géza BEAC           |         |
| 400 m            | Fixl Lajos Magyar AC          | 51,4      | Benedek János BEAC          |         | Déván István Magyar AC        |         |
| 800 m            | Benedek János BEAC            | 2:04,3    | Grósz István MTK            |         | Lovas Antal Magyar AC         |         |
| 1500 m           | Vörös Vince MTE               | 4:11,3    | Bese József MTE             |         | Fonyó Márton MTE              |         |
| 5000 m           | Vörös Vince MTE               | 15:51,4   | Király Pál MTE              |         | Váradi Mihály BEAC            |         |
| 15 km            | Bese József MTE               | 53:15,9   | Király Pál MTE              |         | Lovas Antal Magyar AC         |         |
| mezei futás      | Grósz István MTK              | 45:46,2   |                             |         |                               |         |
| 3000 m gyaloglás | Szablár Péter Ferencvárosi TC | 15:41,6   | Patak János Ferencvárosi TC |         | Róna Sándor Ferencvárosi TC   |         |
| 10 km gyaloglás  | Szablár Péter Ferencvárosi TC | 52:51,0   | Patak János Ferencvárosi TC |         | Lányi Miksa Ferencvárosi TC   |         |
| 30 km gyaloglás  | Szablár Péter Ferencvárosi TC | 3:02:50,4 | Soltész Márton ESC          |         | Lányi Miksa Ferencvárosi TC   |         |
| 110 m gát        | Püspöky Gyula Magyar AC       | 16,2      | Zsolt Géza Ferencvárosi TC  |         | Imre Andor MTK                |         |
| 200 m gát        | Helfer Béla MTK               | 27,8      | Püspöky Tibor Magyar AC     |         | Püspöky Gyula Magyar AC       |         |
| 400 m gát        | Helfer Béla MTK               | 59,4      | Fixl Lajos Magyar AC        |         |                               |         |
| magasugrás       | Gáspár Jenő Magyar AC         | 176 cm    | Zsolt Géza Ferencvárosi TC  | 176 cm  | Arató Géza Magyar AC          | 158 cm  |
| távolugrás       | Gáspár Dezső Magyar AC        | 670 cm    | Helfer Béla MTK             | 637 cm  | Aczél Pál BEAC                | 626 cm  |
| hármasugrás      | Gáspár Dezső Magyar AC        | 13,80 m   | Rothfuchs János BEAC        | 12,95 m | Arató Gyula Magyar AC         | 12,65 m |
| rúdugrás         | Bezzegh Antal Ferencvárosi TC | 320 cm    | Rakovszky György Magyar AC  | 310 cm  | Brausz Mihály Ferencvárosi TC | 310 cm  |
| súlylökés        | Morár Teofil BEAC             | 12,45 m   | Csejthey Lajos BEAC         | 12,03 m | Bedő Pál BEAC                 | 11,79 m |
| diszkoszvetés    | Kobulszky Károly Magyar AC    | 38,07 m   | Bedő Pál BEAC               | 36,66 m | Morár Teofil BEAC             | 33,48 m |
| gerelyhajítás    | Csejthey Lajos BEAC           | 45,88 m   | Korkán Aurél Magyar AC      | 45,09 m | Oltay Géza Magyar AC          | 37,80 m |

| Versenyszám          | Arany                                                                                        | Arany   | Ezüst       | Ezüst   | Bronz     | Bronz  |
| -------------------- | -------------------------------------------------------------------------------------------- | ------- | ----------- | ------- | --------- | ------ |
| 5 x 100 m            | Magyar AC Szerelemhegyi Ervin Déván István Fixl Lajos Gáspár Jenő Krepuska Géza              | 57,9    | BEAC        |         | MTK       |        |
| 5 x 400 m            | Magyar AC Halmay Tibor Szerelemhegyi Ervin Déván István Fixl Lajos Krepuska Géza             | 4:31,2  | BEAC        |         | MTK       |        |
| 5 x 1500 m           | Budapesti Egyetemi AC Koszta Gyula Stefániai Vilmos Jónás Károly Váradi Mihály Benedek János | 22:11,7 | MTE A       |         | MTE B     |        |
| 5000 m csapat        | Munkás TE A Bese József Király Pál Fonyó Márton Zalai József Wurm Miklós                     | 15      | Munkás TE B | 40      |           |        |
| mezei futás csapat   | Munkás TE Vörös Vince Király Pál Bese József Kaiser János Fonyó Márton                       | 36      | MTK         | 44      | Magyar AC | 56     |
| magasugrás csapat    | Magyar AC Gáspár Jenő Arató Géza Arató Gyula Gáspár Dezső Kovách Pál                         | 167 cm  | MTK         | 150 cm  |           |        |
| távolugrás csapat    | Magyar AC Gáspár Dezső Krepuska Géza Kovách Pál Gáspár Jenő Déván István                     | 574 cm  | MTK         | 549 cm  | BEAC      | 548 cm |
| súlylökés csapat     | Magyar AC Gáspár Jenő Gáspár Dezső Oltay Géza Kobulszky Károly Fixl Lajos                    | 10,40 m | BEAC        | 10,36 m |           |        |
| diszkoszvetés csapat | Magyar AC Kobulszky Károly Fedák Béla Gáspár Dezső Oltay Géza Gáspár Jenő                    | 32,94 m | BEAC        | 32,36 m |           |        |